# Поцей, Людвик (ум. 1771)
Людвик Поцей (ок. 1726—1771) — государственный деятель Великого княжества Литовского, обозный великий литовский (1744—1748) и стражник великий литовский (1748—1771), староста рогачёвский и олькеницкий.

## Биография
Представитель литовского шляхетского рода Поцеев герба «Вага». Старший сын воеводы трокского Александра Поцея (1698—1770) и Терезы Войны-Ясенецкой (ум. после 1743), первой жены каштеляна краковского Станислава Понятовского. Младший брат — стражник великий литовский Леонард Поцей (ок. 1730—1774).
В 1744 году Людвик Поцей получил должность обозного великого литовского, а в 1748 году стал стражником великим литовским. Избирался послом на сеймы в 1748 (от Ковенского повета), 1750, 1752 (от Трокского повета), 1754 (от Речицкого повета) и 1764 годах. В 1764 году поддержал избрание Станислава Августа Понятовского на польский королевский престол.
В 1757 году Людвик Поцей стал кавалером Ордена Белого Орла.
В 1767 году Людвик Поцей стал членом конфедерации Великого княжества Литовского, один из сторонников пророссийской ориентации, в состав польско-литовской делегации ездил в Санкт-Петербург к императрице Екатерине II Великой.
Во время Барской конфедерации (1768—1772) Людвик Поцей занимал шаткую позицию между конфедератами и польским королём.

## Семья

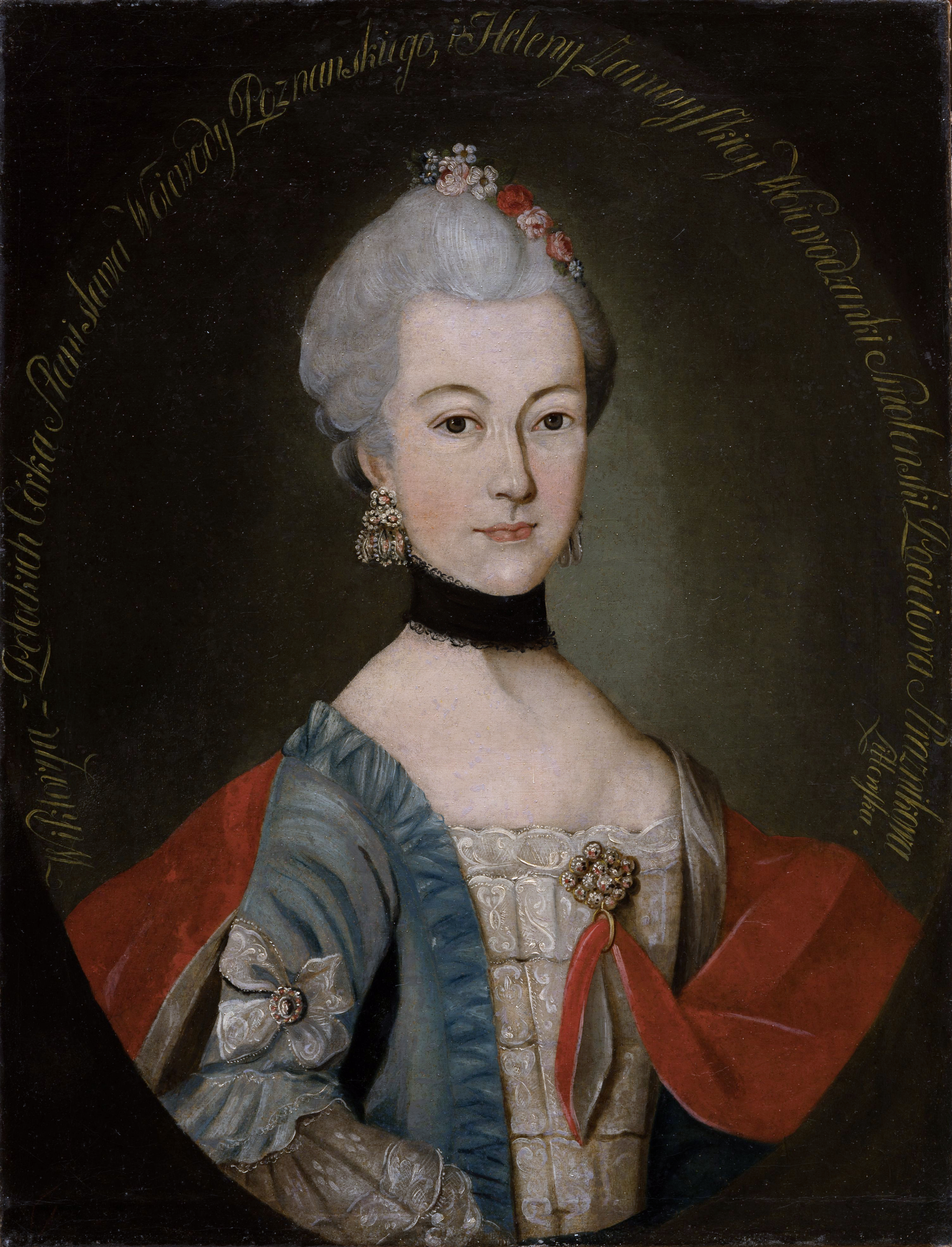
Виктория с Потоцких, 1760-е

Был женат на Виктории Потоцкой, дочери воеводы смоленского, киевского и познанского Станислава Потоцкого (1698—1760) от брака с Еленой Замойской (ум. 1761), от брака с которой детей не имел.